# George Robin Gliddon
George Robin Gliddon (né en 1809 dans le Devonshire, Angleterre ; mort le 16 novembre 1857 à Panama) est un égyptologue et théoricien racial britannico-américain.

## Biographie
Fils d'un commerçant anglais, George Gliddon a grandi à Alexandrie. Jeune homme, il est envoyé aux États-Unis par le vice-roi égyptien Méhémet Ali afin de recueillir des informations sur la culture du coton. C'est là qu'il rencontre Samuel George Morton, qui croyait que les cerveaux des personnes noires étaient plus petits que ceux des personnes blanches. À son retour, il cherche des momies dans des ruines égyptiennes pour trouver des preuves à l'appui de la théorie de Morton. De sa recherche de momies, il en apprend tellement sur la civilisation égyptienne qu'il peut donner des conférences sur l'égyptologie aux États-Unis dans les années 1840.
En 1850, dans le cadre de trois conférences données à Boston, Gliddon déballe une momie qu'il supposait être la fille d'un prêtre. Après avoir déroulé les couches extérieures lors des deux premières conférences, il met à nu la momie elle-même lors de la troisième conférence, devant deux-mille spectateurs. Comme il s'agissait manifestement d'une momie masculine, sa réputation d'égyptologue était ruinée. L'événement a suscité l'intérêt d'Edgar Allan Poe, qui a immortalisé Gliddon dans sa nouvelle Petite discussion avec une momie.

## Études raciales

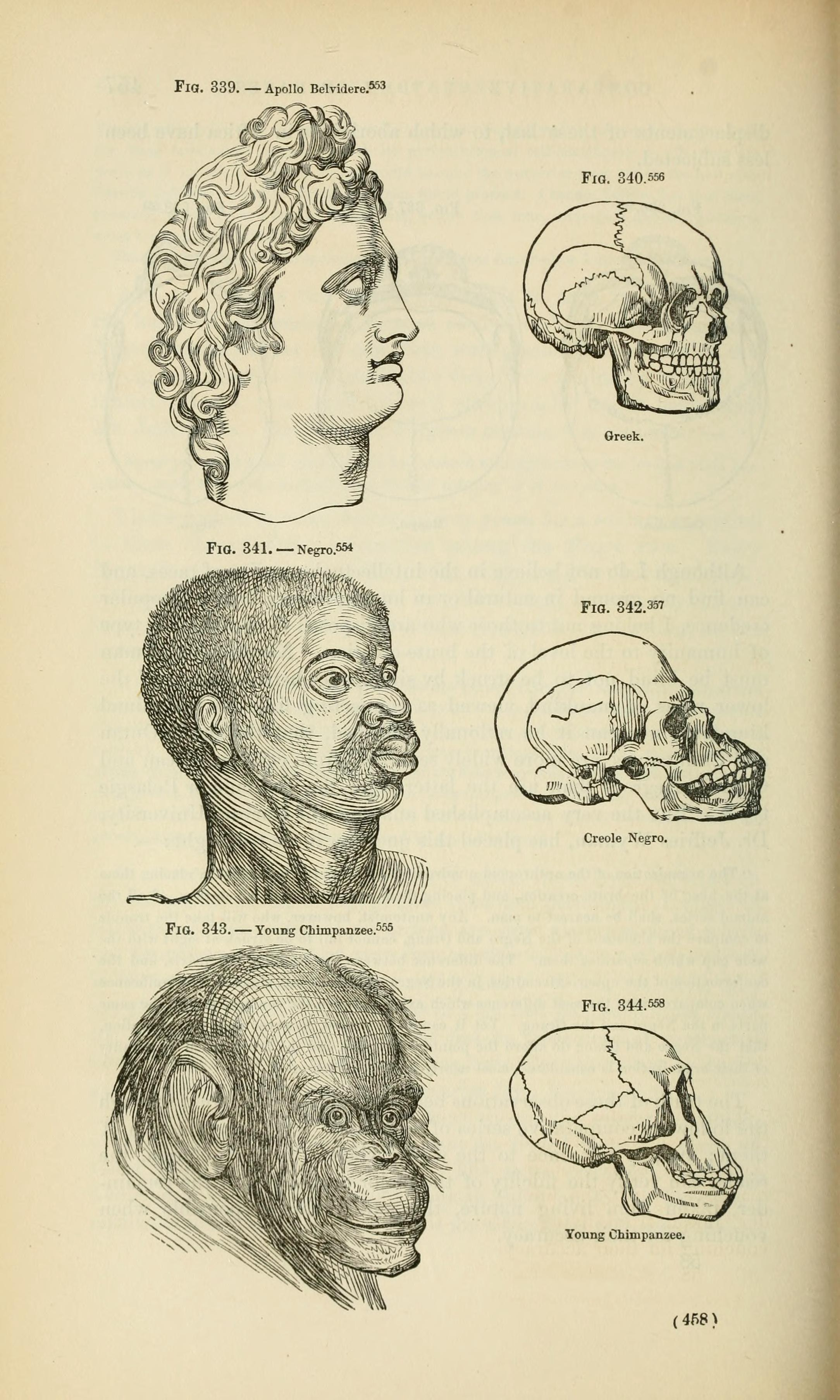
Dessins tirés de l'ouvrage de Josiah C. Nott et George Gliddon, Indigenous races of the earth (1857), qui prône le racisme scientifique en suggérant que les Noirs se situent entre les Blancs et les chimpanzés en termes d'intelligence.

Après son échec en tant qu'égyptologue, Gliddon se tourne davantage vers la théorie raciale. En 1854, avec l’aide du docteur Josiah Clark Nott, il publie deux ouvrages extrêmement populaires aux États-Unis : Types of Mankind (Types d’Humanités) et Indigenous Races of the Earth or New Chapters of Ethnological Enquiry (Les races indigènes de la Terre ou Nouveaux chapitres de l’enquête ethnologique). Associant deux domaines scientifiques, l’égyptologie et l’ethnologie, il s'efforce de démontrer qu’il existait différentes races d’hommes et que ces « types d'humanités » qui vivaient dans l'Égypte ancienne sont les mêmes qu’au XIXe siècle avec pour conclusion que les Noirs sont de toute éternité destinés à être esclaves.
Plus tard, il travaille pour la Honduras Interoceanic Railway Company en Amérique du Sud.

## Décès
Le 16 novembre 1857, Gliddon décède dans un hôtel de Panama. On pense que la cause en est une overdose d'opium.

## Publications
- A Memoir on the Cotton of Egypt, J. Madden, London, 1841.
- An Appeal to the Antiquaries of Europe. On the Destruction of the Monuments of Egypt, J. Madden & Co., London, 1841.
- Ancient Egypt. Her monuments, hieroglyphics, history and archaeology, and other subjects connected with hieroglyphical literature, The New World. Extra Series. no 68/69, ZDB-ID 95535-8), J. Winchester, New York, 1843.
- Otia Æegyptiaca. Discourses on Egyptian archæology and hieroglyphical discoveries, J. Madden, London, 1849.
- « Beiträge », dans Indigenous Races of the Earth, or, New Chapters of ethnological Inquiry. Including Monographs on special Departments of Philology, Icongraphy, Cranioscopy, Palaeontology, Pathology, Archaeology, Comparative Geography, and Natural History, contribution d'Alfred Maury, Francis Pulszky, et J. Aitken Meigs, avec des communications de Jos. Leidy et L. Agassiz, présentant de nouvelles enquêtes, des documents et des matériaux par J. C. Nott et Geo. R. Gliddon, J. B. Lippincott, Philadelphie, 1857.